# Thomas W. Piper
Thomas W. Piper, noto anche come l'assassino di Boston Belfry (Yarmouth, 22 aprile 1849 – Boston, 26 maggio 1876), è stato un serial killer canadese naturalizzato statunitense.
Nato in Canada, uccise almeno due ragazze minorenni tra il 1873 e il 1875 in Massachusetts. Fu catturato e impiccato per i due omicidi.

## Biografia

### Primi anni di vita
Originario della Nuova Scozia, Piper era il secondogenito del contadino TC Piper. Thomas lavorò come falegname in una fattoria di proprietà della sua famiglia, prima di trasferirsi con loro a Boston nel 1866, lavorando occasionalmente per suo padre. Considerato colto e intelligente, aveva lavorato in diversi lavori come impiegato in giro per la città ed era un avido frequentatore di chiese battiste, il che lo portò ad essere assunto come sagrestano per la Warren Avenue Baptist Church. Piper aveva anche una sorta di disturbo ai reni, che "trattava" con una dipendenza segreta usando laudano mescolato all'alcol, che causava allucinazioni. All'insaputa di molti, iniziò a commettere atti di incendio doloso prima di passare al suo primo omicidio.

### Assassinio di Bridget Landregan
La notte del 5 dicembre 1873, mentre camminava con due dei suoi fratelli alla chiesa di Dorchester, Piper disse loro all'improvviso che non si sentiva bene e che voleva tornare a casa. Si recò quindi prima in un posto che vendeva oppio e lo mescolò con alcol, bevendolo tutto prima di tornare a casa. Quindi prese una sega e segò un pezzo di albero, prima di uscire di casa, girando un po' intorno e nascondendosi sotto una recinzione. Subito dopo, suonò un allarme antincendio e quando il trambusto si calmò, Piper era in strada con suo fratello quando notò una giovane donna che camminava per la strada: Bridget Landregan, una domestica di buona reputazione che stava tornando nella casa dove prestava servizio.
I fratelli entrarono in casa, con Thomas che affermava che sarebbe andato a letto, ma scese invece in cucina, afferrò il pezzo di albero tagliato ed iniziò a camminare dietro la Landregan. La seguì per un po'di tempo fino a quando non raggiunse Columbia Street, a quel punto Bridget lo notò. In quel momento, Piper la colpì con il pezzo di albero, facendo cadere la Landregan a terra prima di colpirla di nuovo, rompendole il cranio.
Prima che potesse fare qualsiasi cosa con il corpo, notò che un uomo si stava avvicinando, quindi si alzò e iniziò a correre. Scavalcò dunque una staccionata lungo la ferrovia, prendendo una strada a senso unico fino a casa sua, gettando un coltello che pensava potesse essere riconosciuto come suo lungo la strada.
Furono effettuati diversi arresti per l'omicidio, incluso Piper, ma inizialmente fu scagionato dalle accuse a causa della mancanza di prove. Un ex amante della Landregan, un irlandese di nome Thomas Cahill, venne estradato dal suo paese d'origine dopo che i detective decisero di interrogarlo. Tuttavia, nessuna prova poteva collegarlo al delitto, e Cahill tornò presto in Irlanda, dove fu assassinato lui stesso.

### Aggressione di Mary Tyner
Nel 1874, durante una visita al centro di Boston, Piper incontrò Mary Tyner, una prostituta, in Lagrange Street. Iniziarono una conversazione, con Thomas che la invitò in un saloon, cosa che Mary accettò. Dopo aver bevuto insieme, Piper e Tyner andarono a casa sua, dove presto si addormentarono. Nel cuore della notte, Thomas si svegliò improvvisamente e, notando che la ragazza dormiva, afferrò un oggetto simile a un martello e colpì la Tyner più volte sulla testa con esso.
Scappò quindi in fretta dalla casa uscendo da una finestra, optando per dormire in chiesa per il resto della notte. Sebbene la Tyner sia sopravvissuta all'attacco, non è stata in grado di identificare il suo aggressore e fu reclusa in seguito in un manicomio. Un suo ex amante di nome Colby venne arrestato, ma in seguito rilasciato per mancanza di prove.

### Assassinio di Mabel H. Young
Il 23 maggio 1875, una bambina di 5 anni di nome Mabel Hood Young stava partecipando a un servizio nella chiesa battista di Warren Avenue, dove Piper lavorava come sagrestano. Thomas aveva preso una mazza dalla stanza inferiore, con l'intenzione di uccidere qualcuno con essa, fino al campanile. Dopo la fine del servizio, mandò via i ragazzi che giocavano nel vestibolo attirò la giovane Mabel alla torre con la promessa di mostrarle i piccioni. Dopo essere entrati, Piper colpì la bambina sulla testa con la mazza un paio di volte, facendola cadere. Thomas intendeva violentarla, pensando che fosse morta, ma quando si rese conto che non lo era, spostò la ragazza gravemente ferita in un altro posto, dove fu presto ritrovata. Piper fu arrestato, ma Mabel morì per le ferite riportate il giorno seguente.

## Processo ed esecuzione
Il primo processo di Piper, perseguito dal procuratore distrettuale della contea di Suffolk Oliver Stevens, si concluse con la sospensione della giuria, ipotesi prevista dal diritto statunitense, perché Piper continuò a proclamarsi innocente, aggiungendo che non c'erano ragioni o prove reali per condannarlo per gli omicidi, si ebbero nove votanti per una condanna ma tre per un'assoluzione. Nel secondo processo, guidato dal procuratore generale Charles R. Train, riuscirono a condannarlo con prove circostanziali. Piper apparve per la prima volta stoicamente indifferente in tribunale, ma iniziò a sembrare sempre più preoccupato mentre tornava alla cella.
Iniziò frettolosamente a scrivere una lettera indirizzata a sua madre in cui scriveva che sperava di essere assolto, ma sapeva che non sarebbe successo. Sebbene questo tentativo di guadagnarsi la simpatia del pubblico non abbia avuto successo, prima della sua condanna, la sua storia inventata di come Mabel fu assassinata fu considerata credibile prima che ammettesse che era falsa: all'inizio, Piper affermò di aver voluto mostrare a Mabel i piccioni, ma l'aria era pesante e decise di aprire la finestra per far entrare un po' d'aria fresca. Tenne ferma la finestra con la mazza e se ne andò per un momento, ma quando tornò, notò che la botola era caduta sulla testa della Young. Temendo di essere accusato di aggressione, Piper scappò di sotto per raccontare ad alcune delle donne dell'incidente, ma rimase in silenzio per paura.
Il motivo del crimine fu individuato nel puro desiderio di spargimento di sangue e, sotto la pressione della pena intera, Piper confessò l'omicidio. Per lo shock della popolazione di Boston, ha confessato anche altri crimini, tra cui l'omicidio della Landregan, gli incendi dolosi, l'assalto a Tyner e che aveva inoltre ucciso una ragazza di nome Minnie Sullivan. Sebbene non ci fossero prove sufficienti per condannarlo negli altri casi, Piper fu condannato a morte per l'omicidio di Mabel Young.
Cercò di fare appello contro la sentenza ma senza successo. All'esecuzione di Thomas Piper assistettero almeno 300 persone e fu impiccato il 26 maggio 1876, insieme al'"assassino di Petersham", Samuel J. Frost. Il suo corpo è stato sepolto privatamente nel cimitero di Mount Hope .
Dopo la sua esecuzione, la famiglia di Piper chiese che la confessione scritta e dettagliata dei crimini di Thomas, che fu data allo sceriffo John M. Clark, non fosse rilasciata al pubblico. Clark fu d'accordo con la richiesta, poiché la maggior parte dei crimini di Piper erano già noti al pubblico e nessuno voleva ulteriori orrori per le terribili azioni dell'assassino.